# Fontaine (Territoire de Belfort)
Fontaine – miejscowość i gmina we Francji, w regionie Burgundia-Franche-Comté, w departamencie Territoire de Belfort.
Według danych na rok 1990 gminę zamieszkiwało 435 osób, a gęstość zaludnienia wynosiła 63 osoby/km² (wśród 1786 gmin Franche-Comté Fontaine plasuje się na 355. miejscu pod względem liczby ludności, natomiast pod względem powierzchni na miejscu 648.).